# Switch文
switch文（スイッチぶん、英: switch statement）とは、プログラミング言語において、ある式の値に応じて多分岐を行なう文である。最適化の仕方にも左右されるが、場合によってはテーブルジャンプなどに展開されることで、条件判断を繰り返すif文よりも効率的に実行されることがある。言語によっては、値を返す式として記述できるものもある。また、検査対象の式のランタイム型（実行時型情報）に応じて分岐するような、複雑なパターンマッチングの機能を持つ言語もある。

## 言語ごとの構文

### C言語
構文は以下の通り。
```
switch
 
(
制御式
)
 
{

case
 
値1
:

    
文

    
文

    
………

    
break
;

case
 
値2
:

    
文

    
文

    
………

    
break
;

default
:

    
文

}

```

上記の「case」ラベルはいくつでも記述することができる。caseラベルの「値」はコンパイル時に決まる整定数式 (integer constant expression) である必要がある。
この文は次のような手順で実行される。
1. 制御式を評価し、整数値を得る。
2. その整数値がどれかのcaseで指定された値であるなら、そのcaseに引き続く文に飛ぶ。
3. どのcaseでも指定されていなければ、defaultに引き続く文に飛ぶ。
4. もしdefaultが記述されていなければ、何も実行せずにswitch文を抜ける。

#### フォールスルー
ここで注意しなければならないのが、caseはラベルに過ぎず、そのcaseより前からの実行から、そこでswitch文を抜けさせる働きはない点である（一般的には、次のcaseがあらわれる直前にbreak文を置く）。このルールはフォールスルー (fall through) と言い、制御の流れが合流する動作をさせたい場合に便利であるが、一方でbreak文の書き忘れによるバグ、ループを抜けるbreakと取り違える誤読によるバグなど、バグの温床として問題視されてきた。
そのためlintでは、意図的にフォールスルーしていることを示す/* FALLTHROUGH */などのコメントが記述されていない限り警告を出す。また、Cに類似した構文を採用した言語でも、C#のように対策（後述）した言語仕様にされていることがある。
上記の例は、if文を羅列することで同様の動作を実現することができる。なおif文では比較対象の「値」が整定数式である必要がない点においてswitch文よりも柔軟である。
```
_tmp_
 
=
 
制御式
;

if
 
(
_tmp_
 
==
 
値1
)
 
{

    
文

}

else
 
if
 
(
_tmp_
 
==
 
値2
)
 
{

    
文

}

………

else
 
{

    
文

}

```

defaultは最後に記述される場合が多いが、必ずしも最後である必要はない。
switchによる分岐は以下のようにdo-while文と組み合わせることも可能である。
```
switch
 
(
count
)

{

    
default
:
       
do
 
{
    
printf
(
"%d
\n
"
,
 
count
);
 
count
++
;

    
case
 
0
:
                
printf
(
"%d
\n
"
,
 
count
);
 
count
++
;

    
case
 
1
:
                
printf
(
"%d
\n
"
,
 
count
);
 
count
++
;

    
case
 
2
:
                
printf
(
"%d
\n
"
,
 
count
);
 
count
++
;

                   
}
 
while
 
(
count
);

}

```

例えばDuff's deviceではそのような使われ方をしている。

### C#
C#でのswitch文はC言語と似たような見た目であるが、フォールスルーについての挙動は異なる。
```
switch
 
(
式
)

{

case
 
0
:

case
 
1
:

  
// 式が0か1の時に実行

  
System
.
Console
.
WriteLine
(
"Case 0 or 1."
);

  
return
 
1
;

case
 
2
:

  
System
.
Console
.
WriteLine
(
"Case 2."
);

  
goto
 
case
 
3
:
 
// case 3も実行

case
 
3
:

  
System
.
Console
.
WriteLine
(
"Case 3."
);

  
break
;

default
:

  
System
.
Console
.
WriteLine
(
"Default."
);

  
break
;
 
// ここのbreakも省略不可

}

```

C#では、caseラベルは文に付属する扱いとなるが、1つの文に複数のcaseラベルを付けることができる。また、C言語のようなフォールスルーは禁止されており、次のcaseラベル付きの文、あるいはswitchブロックの末端に、通常の制御フローで到達してはならない。すなわち、breakでswitchを抜ける、returnで関数ごと抜ける、例外を投げる、無限ループしてそれ以上進まない、goto caseするなどの書き方が必要となる。goto caseにより、C言語ではフォールスルーを使って書くことができた、制御の合流を書くことができる。
CやC++では、switch文の制御式には整数型の式、またcaseラベルには整定数式しか使用できないのに対し、C#ではそれぞれ文字列型および文字列リテラルも使用できる。また、整数型あるいは整数型に準ずる値型のnull許容型System.Nullableも使用することができる。
C# 7.0以降では型switchを使用できる。
```
// C# 7.0以降

switch
 
(
obj
)

{

    
case
 
int
 
num
 
when
 
num
 
<
 
0
:

        
Console
.
WriteLine
(
$"objは負の32bit整数{num}です。"
);

        
break
;

    
case
 
string
 
str
 
when
 
str
.
StartsWith
(
"H"
):

        
Console
.
WriteLine
(
$"objはHから始まる文字列{str}です。"
);

        
break
;

    
case
 
string
 
str
:

        
Console
.
WriteLine
(
$"objは文字列{str}です。"
);

        
break
;

    
default
:

        
Console
.
WriteLine
(
"objは想定外の型あるいは値です。"
);

        
break
;

}

```

### Go
Goでは、caseに複数の値を指定できる。次のcaseの直前にfallthrough文を置くとフォールスルーになる。

### PHP
PHPでは、C#と同様、文字列にも、switch文が適用できる。
```
switch
 
(
str
)
 
{

    
case
 
"ABC"
:

        
文A
;

        
break
;

    
case
 
"XYZ"
:

        
文B
;

        
break
;

    
case
 
"123"
:

        
文C
;

        
break
;

    
default
:

        
文D
;

        
break
;

}

```

PHPのswitch文においては、比較が===演算子ではなく==演算子で行われる。そのため、曖昧一致に起因し、開発者が予期しない動作となる場合がある。

### BASIC
構造化されたBASICでは、Select Caseステートメントが存在することが多い。このステートメントでは、文字列または整数を対象にできる。
```
Select
 
Case
 
str

    
Case
 
"ABC"

        
文
A

    
Case
 
"XYZ"

        
文
B

    
Case
 
"123"

        
文
C

    
Case
 
Else

        
文
D

End
 
Select

```

```
Select
 
Case
 
age

    
Case
 
Is
 
<
 
20

        
文
A

    
Case
 
20
 
To
 
29

        
文
B

    
Case
 
30
,
50
,
70
 
'Caseに複数の値を指定することができる

        
文
C

    
Case
 
Else

        
文
D

End
 
Select

```

Cなどと違い、各Caseはラベルではなく、Selectステートメントはフォールスルーでない。

### Perl
Perlでは、perl-5.8以降からuse Switchとした上でswitch case文が使えるようになった。それ以前のバージョンのperlに関しては、Perl付属文章perlsynドキュメントのBasic BLOCKs and Switch Statementsの節に書式の例が書かれている。

### Ruby
Rubyでは、case式により同様の多分岐ができる。フォールスルーはない。ラベルとして置いたものと条件値は===演算子で比較されるため、これをオーバーロードすることでクラスに応じた一致判定を行うことができる。Ruby自体のクラスライブラリ内でも、正規表現の一致判定、範囲オブジェクトでの範囲内かどうかの判定、オブジェクトがあるクラスに属するかの判定など、各種の定義がなされている。

### Mediawiki
Mediawiki系のTemplateにおいては、ParserFunctionsを用いて多分岐をおこなうことができる。一対一の分岐処理の他、複数の値に対して同一の処理を定義する一種のフォールスルーも実現できる。しかし、CやC#といった言語でのreturn文やbreak文が無い。そのため処理の途中でSwitch文を抜けるにはif等の条件文で処理を囲み、実行させないよう制御する必要がある。
詳細については、Help:条件文#switchの項を参照の事。

### 表計算ソフトウェア
多くの表計算ソフトウェアでは、CHOOSE関数の拡張としてSWITCH関数が利用できる。
例えばMicrosoft Excel 2019以降（Office 365含む）、LibreOffice Calc 5.2以降、Google スプレッドシートでサポートされている。指定可能なケースと結果値のペアの上限は環境によって異なるが、概ね以下のような構文である。
```
SWITCH(式, ケース1, 結果値1[, ケース2, 結果値2, ...][, 既定の結果値])
```

| 式           | 検査される任意の有効な値。                                                                         |
| ケース       | 式に対して比較されるケース。                                                                       |
| 結果値       | ケースが式と一致したときに返される値。                                                             |
| 既定の結果値 | 最後のパラメータとして指定される省略可能な値で、いずれのケースも式と一致しなかった場合に返される。 |

もし式がどのケースとも一致せず、さらに既定の結果値が与えられていない場合、#N/Aのエラーが返却される。

## 条件式ベースで使う
RubyやSQLでは、switchに相当する文の後の式が必須ではなく、省略した場合はwhenとして書かれた式のうち、最初に真となるところを実行するようになる。PHPやJavaScriptなど、caseの式が定数である必要性がない言語の場合、switch(true)と書くことで同様の動作を実現できる。